# (9614) Cuvier
(9614) Cuvier est un astéroïde de la ceinture principale.

## Description
(9614) Cuvier est un astéroïde de la ceinture principale. Il fut découvert par Eric Walter Elst le 27 janvier 1993 à l'ESO. Il présente une orbite caractérisée par un demi-grand axe de 2,28 UA, une excentricité de 0,099 et une inclinaison de 2,12° par rapport à l'écliptique.
Il fut nommé en hommage à Georges Cuvier (1769-1832), zoologue français.

## Compléments